# Dodécaèdre triaugmenté
 (mars 2022).
Si vous disposez d'ouvrages ou d'articles de référence ou si vous connaissez des sites web de qualité traitant du thème abordé ici, merci de compléter l'article en donnant les références utiles à sa vérifiabilité et en les liant à la section « Notes et références ».
Pour les articles homonymes, voir J61.
Le dodécaèdre triaugmenté est un polyèdre faisant partie des solides de Johnson (J61). Comme le nom l'indique, il peut être construit en augmentant triplement un dodécaèdre en attachant trois pyramides pentagonales (J2), une à une face, l'autre à une face adjacente à la face opposée, la troisième de la même façon.  
Les 92 solides de Johnson ont été nommés et décrits par Norman Johnson en 1966.